# Josep Puiggarí i Llobet
Josep Puiggarí i Llobet (Barcelona, 1821 - 1903) fou un dibuixant, historiador de l'art, advocat, i arxiver català.

## Biografia
Nascut al carrer de Petritxol de Barcelona, era fill del procurador causídic Joan Puiggarí i de Ramona Llobet, i germà de Ramon Puiggarí i Llobet (c. 1824-1891) i del farmacèutic Miquel Puiggarí i Llobet (1827-1889).
Va estudiar dret i es va dedicar professionalment. Influenciat per les idees del natzarenisme, es va dedicar a la investigació documental de temes històrics. Fou sotsarxiver de l'Ajuntament de Barcelona i posteriorment arxiver en cap, i també fou Secretari de la comissió Provincial de Monuments Històrics i Artístics, membre de l'Acadèmia de Bones Lletres i de l'Acadèmia de Belles Arts de San Fernando, així com president de l'Associació Artística Arqueològica de Barcelona.
Va publicar treballs seus a revistes com El Museo Universal, entre d'altres, així com alguns opuscles.

## Publicacions
- 1880- Noticia de algunos artistas catalanes inéditos de la Edad Media y del Renacimiento, llibre on apareix documentat per primer cop Jaume Huguet.
- 1886. Monografía histórica e iconográfica del traje.[4]
- 1890. Estudios de indumentaria española concreta y comparada.[5]